# Entity
Albums de Origin
Antithesis
(2008)
Entity est le cinquième album studio du groupe de brutal death metal technique américain Origin. Il est sorti le 7 juin 2011.

## Composition du groupe
- Paul Ryan - guitare, chant
- Mike Flores - basse, chant
- John Longstreth - batterie

## Liste des morceaux
| 1.    | Expulsion of Fury       | 2:50 |
| 2.    | Purgatory               | 1:25 |
| 3.    | Conceiving Death        | 4:00 |
| 4.    | Swarm                   | 2:15 |
| 5.    | Saligia                 | 6:52 |
| 6.    | The Descent             | 1:31 |
| 7.    | Fornever                | 2:09 |
| 8.    | Committed               | 1:56 |
| 9.    | Banishing Illusion      | 1:41 |
| 10.   | Consequence of Solution | 7:09 |
| 11.   | Evolution of Extinction | 4:43 |
| 12.   | You Fail! (Piste Bonus) | 3:15 |
| 39:46 |                         |      |